# UFC on Fox: Alvarez vs. Poirier 2
UFC on Fox: Alvarez vs. Poirier 2 var en MMA-gala som arrangerades av Ultimate Fighting Championship och ägde rum 28 juli 2018 i Calgary i Kanada.